# Icona Pop
Icona Pop — шведский электропоп-дуэт, образованный Аино Яво (Aino Jawo) и Каролиной Ельт (Caroline Hjelt) в 2010 году.

## История
Познакомившись на одной из вечеринок, устраиваемых Каролиной Ельт, девушки подружились и начали сочинять песни. В 2011 году они записали мини-альбом Nights Like This и сингл «Manners»; семпл из его припева был использован американским хип-хоп-коллективом Chiddy Bang на треке «Mind Your Manners». Весной 2012-го Icona Pop представили песню «I Love It», сочинённую британской певицей Charli XCX и спродюсированную Патриком Бергером, который прежде работал над хитом Робин «Dancing on My Own». На родине дуэта сингл достиг второго места в хит-параде, а также вошёл в первую десятку новозеландского чарта. В США песня получила известность благодаря тому, что звучала в начале выпусков реалити-шоу «Снуки и Джей-Вау», выходящего на канале MTV. Подписав контракт с Big Beat Records (дочерний лейбл Atlantic Records Group) и выпустив очередной сингл «Ready for the Weekend», Icona Pop приступили к работе над долгоиграющей пластинкой. 16 октября 2012 года состоялся релиз мини-альбома The Iconic.

## Дискография

### Студийные альбомы
- Icona Pop (2012)
- This Is… Icona Pop (24 сентября 2013)
- Club Romantech (1 сентября 2023)

### Мини-альбомы
- 2011: Nights Like This
- 2012: Manners (Remixes)
- 2012: The Iconic EP

### Синглы
| Год  | Сингл                              | Высшее место в хит-параде | Высшее место в хит-параде | Высшее место в хит-параде | Высшее место в хит-параде | Сертификация (пороги продаж) | Альбом                               |
| Год  | Сингл                              | SE                        | UK                        | NZ                        | AU                        | Сертификация (пороги продаж) | Альбом                               |
| ---- | ---------------------------------- | ------------------------- | ------------------------- | ------------------------- | ------------------------- | ---------------------------- | ------------------------------------ |
| 2011 | «Manners»                          | —                         | —                         | —                         | —                         |                              | Icona Pop                            |
| 2012 | «I Love It» (feat. Charli XCX)     | 2                         | 1                         | 9                         | 3                         | SE: Платиновый               | Icona Pop                            |
| 2012 | «We Got the World»                 | 29                        | —                         | —                         | —                         |                              | Icona Pop                            |
| 2013 | «Girlfriend»                       | 59                        | —                         | —                         | 55                        |                              | This Is… Icona Pop                   |
| 2013 | «All Night»                        | —                         | —                         | —                         | —                         |                              | This Is… Icona Pop                   |
| 2014 | «Just Another Love»                | —                         | —                         | —                         | —                         |                              | This Is… Icona Pop                   |
| 2014 | «Get Lost»                         | 58                        | —                         | —                         | —                         |                              | Внеальбомный сингл                   |
| 2015 | «Emergency»                        | 19                        | —                         | —                         | —                         |                              | Emergency EP                         |
| 2016 | «Someone Who Can Dance»            | 56                        | —                         | —                         | —                         |                              | Внеальбомный сингл                   |
| 2016 | «Brightside»                       | 82                        | —                         | —                         | —                         |                              | Внеальбомный сингл                   |
| 2017 | "Girls Girls"                      | 53                        | —                         | —                         | —                         |                              | Внеальбомный сингл                   |
| 2017 | "Det måste gå"                     | 61                        | —                         | —                         | —                         |                              | Så mycket bättre 2017 – Tolkningarna |
| 2017 | "They're Building Walls Around Us" | 39                        | —                         | —                         | —                         |                              | Så mycket bättre 2017 – Tolkningarna |
| 2017 | "Not Too Young"                    | 55                        | —                         | —                         | —                         |                              | Så mycket bättre 2017 – Tolkningarna |
| 2017 | "Heart in the Air"                 | 70                        | —                         | —                         | —                         |                              | Så mycket bättre 2017 – Tolkningarna |
| 2018 | "Rhythm in My Blood"               | —                         | —                         | —                         | —                         |                              | Внеальбомный сингл                   |
| 2019 | "Next Mistake"                     | —                         | —                         | —                         | —                         |                              | Внеальбомный сингл                   |
| 2020 | "Right Time" (feat. Hayden James)  | —                         | —                         | —                         | —                         |                              | Внеальбомный сингл                   |
| 2020 | "Feels in My Body"                 | —                         | —                         | —                         | —                         |                              | Внеальбомный сингл                   |
| 2020 | "Spa" (feat. Sofi Tukker)          | —                         | —                         | —                         | —                         |                              | Внеальбомный сингл                   |
| 2021 | "Off of My Mind" (feat. Vize)      | —                         | —                         | —                         | —                         |                              | Внеальбомный сингл                   |

## Видеоклипы
| Год  | Видеоклип                                                                 | Режиссёр        |
| ---- | ------------------------------------------------------------------------- | --------------- |
| 2011 | «Manners» Архивная копия от 26 ноября 2017 на Wayback Machine             | Йоханнес Ринг   |
| 2011 | «Nights Like This» Архивная копия от 26 ноября 2017 на Wayback Machine    | Тим Эрем        |
| 2012 | «I Love It» Архивная копия от 22 сентября 2021 на Wayback Machine         | Фредрик Этоалль |
| 2012 | «We Got the World» Архивная копия от 16 ноября 2020 на Wayback Machine    | Фредрик Этоалль |
| 2013 | «Girlfriend» Архивная копия от 6 октября 2017 на Wayback Machine          | Тим Накаши      |
| 2013 | «All Night» Архивная копия от 13 февраля 2018 на Wayback Machine          | Дори Осковиц    |
|      | «Just Another Night» Архивная копия от 23 февраля 2014 на Wayback Machine | Марк Класфэлд   |